# Temple protestant de La Calmette
Le temple protestant de La Calmette se situe dans la commune française de La Calmette, dans le département du Gard. Construit en 1846, il est inscrit monument historique par arrêté du 7 novembre 1991. La paroisse est membre de l'Église protestante unie de France.